# Antsianaka
Antsianaka is een geslacht van kevers uit de familie bladkevers (Chrysomelidae).
De wetenschappelijke naam van het geslacht werd in 1891 gepubliceerd door Duvivier.

## Soorten
- Antsianaka cerambycina Bechyne, 1964
- Antsianaka discophora Bechyne, 1964
- Antsianaka elegantula Jacoby, 1892
- Antsianaka oxyops Fairmaire, 1901
- Antsianaka perrieri Fairmaire, 1901
- Antsianaka prasinella Fairmaire, 1898
- Antsianaka pulchella Duvivier, 1891
- Antsianaka rufipennis Duvivier, 1891
- Antsianaka rugipennis Fairmaire, 1901
- Antsianaka viridis Jacoby, 1892